# 兼三 (呼出)
兼三（けんぞう、1934年7月24日 - ）は、大相撲の呼出。本名：上田謙三。大阪府出身、時津風部屋所属。1946年11月初土俵。2代目立呼出。

## 履歴
- 1946年11月場所　初土俵。
- 1994年7月場所　呼出の番付制導入により、三役呼出になる。
- 1996年1月場所　副立呼出を経験せず直接立呼出に昇進。
- 1999年7月場所限りで定年退職。

## その他
- 両国国技館でのJ-WAVE主催「HOLIDAY SPECIAL ] TOKYO GUITAR JAMBOREE」では参加アーティストのアーティストコールを2020年時点でも担当している[1]。

## 著書
- 兼三『ごっつあんです』集英社、2000年7月。ISBN 4-08-333019-8。